# 687

## Decese
- 24 septembrie: Papa Conon  (n. 630)
- dată necunoscută: Theodor al II-lea de Ravenna  (n. ?)